# Tejfog

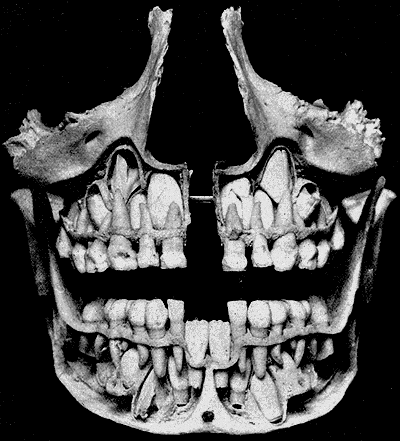
Egy gyermek koponyája: a tejfogak alatt és fölött a maradó fogak láthatóak

Tejfogaknak (dentes decidui) nevezzük azokat a fogakat, melyek legelőször jelennek meg az ember és sok másik emlős szájüregében. A tejfogak csak átmeneti jelleggel vannak jelen, később maradó fogakkal helyettesítődnek. Viszont ha a maradó fog csírája nem fejlődik ki, a tejfog hosszabb ideig is a szájüregben maradhat. A tejfogak fontos szerepet töltenek be a helyes harapás és rágás kialakulásában, a beszédhangok helyes képzésének kialakulásában. Ezenkívül helyfenntartó szerepük van a maradó fogak számára. Így a túl korán eltávolított tejfognak megfelelő maradó fog vagy túl hamar előtör, beszűkítve a helyet a később előtörő fogaknak, vagy rossz pozícióban fog előtörni, esetleg egyáltalán nem tör elő.
Az embernek 20 tejfoga van: 2 metsző, 1 szemfog és 2 őrlő található minden kvadránsban. Az első kb. 6–12 hónapos korban jelenik meg. A tejfogak előtörése 2–2,5 éves korig tart.

## Anatómia
A tejfogak általában hasonlítanak a maradó fogakhoz. Méretben kisebbek, színük kékes-fehér (a maradó fogaké sárgás-fehér). A tejfog metszők és szemfogak szintén egy gyökerűek. A felső második tejőrlők négy csücskűek és három gyökerűek. Előfordul, hogy a disto-vestibuláris és a palatinális gyökér egybeolvad. Az alsó második tejőrlők ötcsücskűek, egy meziális és egy disztális gyökérrel. 
Az első tejőrlők kivételt képeznek. Ezek inkább átmenetnek tekinthetők az őrlők és kisőrlők között, alakjuk nagy változatosságot mutat. Így az első felső tejőrlő rágófelszíne lehet négyszög, trapéz vagy háromszög alakú. A csücskök száma is változó. Jellemző rá egy zománc-megvastagodás a mezio-vesztibuláris részen: tuberculum molare. Az alsó első tejőrlő rágófelszíne téglalap vagy ellipszis alakú. Itt is megfigyelhető a tuberculum molare. A felsők három, az alsók két gyökérrel rendelkeznek.
A tejfogak anatómiája a kopás és a gyökérfelszívódás miatt változik.

## Fejlődés, előtörés
A tejfogak fejlődése hasonlóan történik a maradó fogak fejlődéséhez. A méhen belüli élet hatodik hetén az elemi szájüreget borító ectoderma benyomul az alatta lévő ectomesenchymalis szövetbe, és gyors proliferációba kezd. A tizedik héten már megfigyelhetünk 10–10 fogcsírát a tejfogaknak megfelelően. Később, kb. a 16. hét után jelennek meg a maradó őrlők csírái, a 20. hét után pedig a többi maradandó fog csírái. Miután a fogkorona teljesen kifejlődött, elkezdődik a gyökér fejlődése és ezzel párhuzamosan a fogelőtörés (dentitio). 
A fogak előtörése a születés utáni 6. és 24. hónap között zajlik, de egy 5 hónapos szóródás még normálisnak tekinthető. Előfordulhat, hogy a fogzás jóval korábban elkezdődik (dentitio preacox), akár már születéskor jelen lehetnek fogak (dens neonatalis). A késői fogelőtörést dentitio tardának nevezzük. A tejfogak áttörése a fogsorban elfoglalt sorrendjük szerint történik (kivétel a szemfog, mely később jelenik meg, mint az első tejőrlő) és általában az alsók megelőzik a felsőket (kivétel a felső oldalsó metsző). Így elsőként az alsó-középső metsző jelenik meg, míg utolsónak a felső második tejőrlő. 
A fogak előtörésének a sorrendje a következő táblázatban látható (az Amerikai Fogászati Egyesület után ):
|             | Tejfogak (hónapokban) | Tejfogak (hónapokban) | Tejfogak (hónapokban) | Tejfogak (hónapokban) | Tejfogak (hónapokban) | Tejfogak (hónapokban) | Tejfogak (hónapokban) | Tejfogak (hónapokban) |
| ----------- | --------------------- | --------------------- | --------------------- | --------------------- | --------------------- | --------------------- | --------------------- | --------------------- |
|             | Középső metsző        | Oldalsó metsző        | Szemfog               |                       |                       | Első tejőrlő          | Második tejőrlő       |                       |
| Felső fogak | 8-12                  | 9-13                  | 16-22                 |                       |                       | 13-29                 | 25-33                 |                       |
| Alsó fogak  | 6-10                  | 10-16                 | 17-23                 |                       |                       | 14-18                 | 23-31                 |                       |

A fogzás idején a csecsemőnél vagy gyereknél nyugtalanságot, fokozott nyálképződést, enyhe (37,5–38 °C-os) lázat is megfigyelhetünk.
A tejfogak „lecserélése”, a fogváltás a 6. életévben, az első maradó fog megjelenésével kezdődik és az utolsó tejőrlő kihullásáig (kb. 11 éves korig) tart. A tejfogak gyökerei lassan felszívódnak, és a fogak kiesnek. A maradó frontfogak palatinális irányból közelítik meg a tejfogakat, a kisőrlők a tejőrlők gyökerei közt jelennek meg, a nagyőrlők pedig a tejfogaknál hátrább törnek elő.